# 巴黎-马拉盖国立高等建筑学校
巴黎-马拉盖国立高等建筑学校（法語：École nationale supérieure d'architecture de Paris-Malaquais）是法国巴黎的一所建筑学校。学校隶属于法国文化部，是法国20所公立建筑学校之一。学校坐落于原提供建筑教育的国立高等美术学校。

## 历史
学校成立于2001年1月。原巴黎-拉德芳斯建筑学校的部分人员被转到了学校，其余的人员则进入巴黎-塞纳河谷建筑学校。原第五建筑教学单位UP5（拉德芳斯建筑学校）至此不再存在。
2020年，学校成为巴黎文理大学的合作伙伴。

## 外部連結
- 官方网站